# Raymond Decugis
Pour les articles homonymes, voir Decugis.
Raymond Decugis (Ollioules, 30 juillet 1907 - Mort pour la France à Saint-Denis de La Réunion le 28 novembre 1942), est un ingénieur, fonctionnaire et résistant français, Compagnon de la Libération à titre posthume par décret du 25 décembre 1942. Polytechnicien, il est ingénieur à Madagascar au moment où débute la Seconde Guerre mondiale. Muté à La Réunion par le régime de Vichy, il se joint à la France combattante lorsque celle-ci vient négocier le ralliement de l'île mais se fait tuer par des soldats français vichystes.

## Biographie

### Jeunesse et engagement
Raymond Decugis naît le 30 juillet 1907 à Ollioules dans le Var d'un père agent technique à la compagnie des chemins de fer PLM. Lycéen à Marseille, il entre ensuite à l'école polytechnique en 1926. Il en sort en 1928 pour effectuer son service militaire dans le génie puis, passé dans la réserve comme officier, il devient Ingénieur des ponts et chaussées. Après quatre ans de service en métropole, il part en 1932 à Madagascar où il est nommé ingénieur principal de 1re classe du cadre général des travaux publics des colonies.

### Seconde Guerre mondiale
Toujours en poste à Madagascar lors du déclenchement de la Seconde Guerre mondiale en septembre 1939, il est mobilisé pour servir à l'état-major. Après l'armistice du 22 juin 1940, les nouvelles autorités vichystes le nomment directeur des travaux publics et du port de La Réunion, fonction qu'il exerce pendant deux ans.
Le 28 novembre 1942, le contre-torpilleur des forces navales françaises libres Léopard, commandé par Jules Évenou, arrive à La Réunion avec à son bord André Capagorry, chargé par le général de Gaulle de rallier l'île à la France combattante. Prenant le navire et les troupes qui en débarquent pour des britanniques, les défenseurs de l'île fidèles au maréchal Pétain ouvrent le feu depuis la batterie de la pointe des Galets. Rallié aux français libres dès leur arrivée, Raymond Decugis tente de faire cesser les tirs en se rendant à la batterie mais se fait tuer par les soldats vichystes. D'abord inhumé au cimetière de Saint-Denis, il est ensuite rapatrié à Madagascar et inhumé à Tananarive.

## Décorations
|  |  |  |

| Chevalier de la Légion d'honneur | Chevalier de la Légion d'honneur | Compagnon de la Libération | Compagnon de la Libération | Croix de guerre 1939-1945 Avec palme | Croix de guerre 1939-1945 Avec palme |

## Hommages
- À Ollioules, son nom est inscrit sur le monument aux morts de la commune[5].
- À Paris, son nom figure sur un monument commémoratif dans la cour des anciens bâtiments de l'école polytechnique aujourd'hui occupés par le ministère de l'enseignement supérieur[6].
- À Palaiseau, dans le campus de l'École polytechnique, son nom est inscrit sur un monument rendant hommage aux anciens élèves de l'école morts pour la France[7].
- À Saint-Denis de La Réunion, une stèle a été érigée sur le lieu de sa mort[8],[9].